# Valyl-ARNt synthétase
La valyl-ARNt synthétase est une ligase qui catalyse la réaction :
ATP + L-valine + ARNtVal  {\displaystyle \rightleftharpoons }  AMP + pyrophosphate + L-valyl-ARNtVal.
Cette enzyme assure la fixation de la valine, l'un des 22 acides aminés protéinogènes, sur son ARN de transfert, noté ARNtVal, pour former l'aminoacyl-ARNt correspondant, ici le valyl-ARNtVal.